# Trichogramma marthae
Trichogramma marthae är en stekelart som beskrevs av Goodpasture 1986. Trichogramma marthae ingår i släktet Trichogramma och familjen hårstrimsteklar. Inga underarter finns listade i Catalogue of Life.